# Prix Narcís-Monturiol
 (juin 2025).
Si vous disposez d'ouvrages ou d'articles de référence ou si vous connaissez des sites web de qualité traitant du thème abordé ici, merci de compléter l'article en donnant les références utiles à sa vérifiabilité et en les liant à la section « Notes et références ».
Le prix Narcís-Monturiol est une distinction créée par la Généralité de Catalogne en 1982 et qui distingue les personnes, physiques ou morales, ayant contribué au progrès de la science et de la technique en Catalogne. Le prix consiste en la remise d'une médaille (personnes physiques) ou d'une plaque (personnes morales et institutions) aux personnes récompensées.
Le prix est nommé en hommage à l'ingénieur catalan Narcís Monturiol i Estarriol (1819-1885), inventeur du premier sous-marin à propulsion mécanique utilisant un combustible.

## Médailles Narcís-Monturiol
- 1982 : Oriol de Bolòs i Capdevila, Manuel Cardona Castro, Ramon Margalef et Joan Oró i Florensa.
- 1983 : Albert Barella i Miró, Lluís Bel i Díaz, Pere Bohigas i Balaguer, Artur Caballero i López, Creu Casas i Sicart, Josep Maria Font i Rius, Amadeu Foz i Tena, Jordi Gras i Riera, Joaquim Maluquer i de Motes, Joaquim Maluquer i Nicolau, Jordi Nadal, Agustí Pumarola i Busquets et Martí de Riquer.
- 1984 : Manuel Ballester i Boix, David Cardús i Pascual, Josep Egozcue i Cuixart, Francesc Español i Coll, Enric Freixa i Pedrals, Josep O'Callaghan i Martínez, Ramon Roca i Puig, Lluís Antoni Santaló i Sors, Géza Tolnay Winternitz et Joan Vernet i Ginés.
- 1986 : Lluís Cornudella i Mir, José Cuatrecasas, Josep Maria Domènech i Mateu, Salvador Gil i Vernet, Josep Maria Gil-Vernet i Vila, Enric Gratacós i Masanella, Jaume Palau i Albet, Ramon Parés i Farràs, Pere Pascual i de Sans, Enric Ras i Oliva, Ciril Rozman i Borsnar, Joan Antoni Subirana i Torrent, Joan Vilà i Valentí et Carmina Virgili i Rodon.
- 1989 : Joan Albaigés i Riera, Josep Amat i Girbau, Enric Casassas i Simó, Josep Castells i Guardiola, Gabriel Ferraté i Pascual, Màrius Foz i Sala, Francisco Garcia-Valdecasas Santamaría, Andreu Mas i Collell, Eugenio Oñate Ibánez de Navarra, Pere de Palol i Salellas, Antoni Prevosti i Pelegrín, Lluís Revert i Torrellas, Joan Rodés i Teixidor et Francesc Serra i Mestres.
- 1991 : Àngel Ballabriga i Aguado, Josep Carreras i Barnés, Manuel Castellet i Solanas, José Cegarra Sánchez, Ramon Folch i Guillén, David Jou i Miravent, Manuel Mundó i Marcet, Ramon Pascual de Sans, Jaume Rotés Querol et Carles Vallbona i Calbó.
- 1992 : Joan Maria Compte i Guinovart, Ernest Giralt i Lledó, Miguel Àngel Lagunas i Hernández, Manuel Martí i Recober, Carles Miravitlles i Torras, Maria Teresa Mora i Aznar, Jacint Nadal i Puigdefàbregas, Pere Puigdomènech i Rosell, Gemma Rauret i Dalmau, Oriol Riba i Arderiu, Manuel Ribas i Piera, Antoni Salva i Miquel, Fèlix Serratosa i Palet et Jaume Antoni Terradas i Serra.
- 1993 : Lina Badimon i Maestro, Pere Brunet i Crosa, Anna Cabré i Pla, Ramon Carbó-Dorca i Carré, Ricard Castillo i Cofiño, Valentí Fuster de Carulla, Miquel Gassiot i Matas, Francesc Giralt i Prat, Joan Massagué i Solé, Gemma Rigau i Oliver, Javier Tejada Palacios, Mateo Valero i Cortés, Josep Vigo i Bonada et Jordi Vives i Puiggrós.
- 1994 : Josep Maria Antó i Boqué, Joan Bladé i Piqué, Marta Estrada i Miyares, Enrique Fernández Sánchez, Jaume Guàrdia i Massó, Josep Lluís Morenza i Gil, Àngel Pellicer i Garrido, Lluís Puigjaner i Corbella, Carles Simó i Torres et Ignasi de Solà-Morales i Rubió.
- 1995 : Joan Bertran i Rusca, Ramon Canal i Masgoret, Àngel Cardama i Aznar, Josefina Castellví i Piulachs, Emilio Custodio Gimena, Xavier Estivill i Pallejà, Jaume Gállego i Berenguer, Francesc Guiu i Giralt, Lluís Mallart i Guimerà, Francesc Navarro i López, Ricard Pujol i Borrell et Martí Vergés i Trias.
- 1996 : Jaume Barceló i Bugueda, Joan Bordas i Orpinell, Maria Teresa Cabré i Castellví, Jaume Casabó i Gispert, Rafael Ferré i Masip, Enric Herrero i Perpiñan, Joan Modolell i Mainou, Rolf Tarrach i Siegel et Miquel Vilardell i Tarrés.
- 1997 : Joaquim Agulló i Batlle, Pilar Bayer i Isant, Rosa Caballol i Lorenzo, Francesc Camps i Diez, Joan Girbau i Badó, Joan Jofre i Torroella, Jordi Pascual i Gainza, Josep Perarnau i Espelt, Robert Rodríguez i Roisin, Xavier Solans i Huguet et Juan José Villanueva Pipaón.
- 1998 : Alícia Casals i Gelpí, Josep Font i Cierco, Joan J. Guinovart i Cirera, Joan Ramon Morante i Lleonart, Xavier Obradors i Berenguer, Santiago Olivella i Nel·lo, Francesc Puchal i Mas, Ignacio Romagosa i Clariana, Marta Sanz-Solé et Lluís Victori i Companys.
- 2000 : Eduardo Alonso Pérez de Agreda, Lola Badia Pàmies, Jaume Baguñà Monjo, Miquel Bruguera i Cortada, Jordi Camí Morell, Eudald Carbonell, Ricard Guerrero Moreno, Joaquim Molas Batllori, Manuel de Solà-Morales Rubió, Josep Maria Terricabras, Carme Torras Genís et Enric Trillas Ruiz.
- 2001 : Ramon Agustí i Comes, Francesc Xavier Avilés i Puigvert, Fàtima Bosch i Tubert, Mercè Durfort i Coll, Ramon Gomis de Barbarà, Josep Guarro Artigues, Abel Mariné Font, Andreu Ripoll i Muntaner et Xavier Vives i Torrents.
- 2002 : Ramon Albajes i Garcia, Lourdes Benería i Farré, Manuel Castells i Oliván, Claudi Esteva i Fabregat, Josep Fontana, Marcial Moreno Mañas, Ramon Pollàs i Areny, Carles Perelló i Valls et Encarna Roca i Trias.
- 2003 : Jordi Agustí i Ballester, Marià Alemany i Lamana, Pere Arús i Gorina, Albert Dou i Mas de Xexàs, Isidre Ferrer i Abizanda, Jordi Font i Rodón, M. Dolors García i Ramón, Joan Prat i Carós, Màrius Rubiralta i Alcañiz, Anna M. Sastre i Requena, Antoni Serra i Ramoneda et Joan Solà i Cortassa.
- 2004 : M. Dolors Baró i Mariné, Carme Batlle i Gallart, Oriol Bohigas i Guardiola, Carme Borrell i Thió, Francesc Xavier Bosch i Jose, José Costa i López, Eulàlia Duran i Grau, Josep Gibert i Clols, Antoni Lloret i Orriols, Asunción Moreno i Bilbao, Montserrat Pagès i Torrens, Àngels Pascual de Sans, Miquel Àngel Pericàs i Brondo, Joan Ramon i Torres, Jacint Rosa i Hombravella, Conxita Royo i Calpe, Jordi Sabater Pi, Miquel Siguan i Soler, Maria Jesús Uriz i Lespe et Anna Veiga i Lluch.
- 2006 : Maria Paz Battaner Arias, Miguel Beato del Rosal, Maria Casado i Gonzàlez, Maria del Carmen Claver Cabrero, Joan Estruch i Gibert, Lluïsa Gràcia i Solé, Ferran Laguarta i Bertran, Xavier Llimona i Pagès, Roger H. Rangel, Gemma Rigau i Oliver, Joandomènec Ros i Aragonès, Francesc Solé i Parellada et Mercè Unzeta i López.
- 2009 : María Ermitas Alcalde Pais, Pedro Luís Alonso Fernández, María Eugenia Aubet Semmler, Albert Balcells González|Albert Balcells, María Teresa Freixes Sanjuán, Fausto Garcia Hegardt, Lluís Jofre i Roca, Conxita Mir Curcó, Marisa Molinas de Ferrer, Francesc Xavier Rius Ferrús, Anna Maria Serra i Tort, Joaquim Silvestre Benach et Lluís Torner Sabata.
- 2012 : Salvador Barberà Sánchez, Joaquim Bruna i Floris, Luisa F. Cabeza, Elías Campo Güerri, Joaquim Casal i Fàbrega, Josep Domingo Ferrer, Dieter Einfeld, Climent Giné i Giné, Maria Pau Ginebra Molins, Jordi Isern i Vilaboy, Genoveva Martí i Campillo, Emilio Montesinos Seguí et Núria Sebastián Gallés.
- 2015: Ramon Bacardit, Jaume Bertranpetit, Artur Bladé, Martine Bosman, Françoise Breton, Marta Cascante, Miquel Duran, Jordi Galí, Antonio Gens, Jaume Llibre, Xavier Matias-Guiu, Antoni Oliva, Josep Rizo, David Serrat, Joan Maria Thomàs i Isabelle Vernos.

## Plaques Narcís Monturiol
- 1983: L'Institut chimique de Sarrià et l'Institution catalane d'histoire naturelle.
- 1984: L'Observatoire de l'Ebre.
- 1986: L'Académie des sciences médicales de Catalogne et des Baléares (es), l'équipe de transplantation cardiaque de l'hôpital de Sant Pau et le musée des sciences CosmoCaixa de Barcelone.
- 1991: L'Institut de technologie de la construction de Catalogne, le Laboratoire municipal de Barcelone et l'unité de transplantation hépatique de l'hôpital clinique.
- 1992: La Fondation Puigvert, l'Institut de botanique de Barcelone, l'Institut catalan de paléontologie Miquel Crusafont et l'Observatoire Fabra.
- 1993: La Fondation Jaume Bofill et l'Institut catalan de technologie.
- 1995: L'Institut de recherche et technologie agroalimentaires.
- 1996: Le Centre national de micro-électronique-Institut de micro-électronique de Barcelone, le musée de la science et de la technique de Catalogne, les services scientifico-techniques de l'université de Barcelone.
- 1998: Le Centre international de méthodes numériques en ingénierie et le Centre de recherche écologique et applications forestières.
- 2000: Le Centre de recherche mathématique de Barcelone et l'Institut de physique des hautes énergies.
- 2001: Le Centre de supercalcul de Catalogne, le Centre de vision par ordinateur et la Fondation La Marató.
- 2002: Le Groupe astronomique de Sabadell et la Société catalane de biologie.
- 2003: L'Institut cartographique de Catalogne et l'Institut municipal d'investigations médicales.
- 2004: La Fondation Jordi Gol i Gurina et l'Institut universitaire d'études du Proche-Orient antique de l'université de Barcelone.
- 2006: Le Centre technologique et forestier de Catalogne et l'Institut d'investigations biomédicales August Pi i Sunyer.
- 2009: Le Centre de régulation génomique de Barcelone, l'Institut catalan d'investigation chimique et la Televisió de Catalunya pour son programme Quèquicom du Canal 33.
- 2012: L'Institut de recherche biomédicales de Barcelone, la Fero-Fondation d'études et recherche oncologique et la Fondation "la Caixa".
- 2015: Centre d'Estudis Demogràfics, Consorci de Biblioteques Universitàries de Catalunya, Reial Acadèmia de Ciències i Arts de Barcelona.
- 2018: L'Institut catalan de recherche et d'études avancées